# Tordenc de l'Índia
El tordenc de l'Índia o garsa bruna comuna (Argya caudata) és un ocell de la família dels leiotríquids (Leiothrichidae).

## Hàbitat i distribució
Habita garrigues, praderies i ciutats de les terres baixes i turons, des del centre Pakistan a Balutxistan, Sind i Punjab fins l'Índia, cap al nord fins Himachal Pradesh i nord d'Uttar Pradesh, cap a l'est fins l'est de Bihar i Madhya Pradesh. Illes Laquedives.

## Taxonomia
El Handbook of the Birds of the World el considera coespecífic amb Argya huttoni, però el Congrés Ornitològic Internacional, versió 11.1, 2021 el classifica com una espècie de ple dret, arran els treballs de Cibois et al. 2018

Se n'han descrit dues subespècies dins aquesta espècie:
- Turdoides caudata caudata (Dumont), 1823. De la Península Índia i les illes Laquedives.
- Turdoides caudata eclipes Hume, 1877. Del nord del Pakistan.